# Алжеш
Алжеш (порт. Algés; МФА: [aɫ.ˈgɛʃ]) — парафія в Португалії, у муніципалітеті Оейраш. Розташована в західній частині країни, на теренах історичної португальської провінції Ештремадура. Входить до складу округу Лісабон. За адміністративним поділом, чинним до 1976 року, терени парафії були складовою провінції Ештремадура. Належить до Лісабонського патріархату Католицької церкви. Патрон — Ісус Христос. Площа — 1,9790 км². Населення — 22273 ос. (2011). Сильно урбанізований регіон. Густота населення — 11 254,67 осіб/км²
. Код — 111006.

## Населення
| Кількість мешканців | Кількість мешканців | Кількість мешканців | Кількість мешканців | Кількість мешканців | Кількість мешканців | Кількість мешканців | Кількість мешканців | Кількість мешканців | Кількість мешканців | Кількість мешканців | Кількість мешканців | Кількість мешканців | Кількість мешканців | Кількість мешканців |
| ------------------- | ------------------- | ------------------- | ------------------- | ------------------- | ------------------- | ------------------- | ------------------- | ------------------- | ------------------- | ------------------- | ------------------- | ------------------- | ------------------- | ------------------- |
| 1864                | 1878                | 1890                | 1900                | 1911                | 1920                | 1930                | 1940                | 1950                | 1960                | 1970                | 1981                | 1991                | 2001                | 2011                |
|                     |                     |                     |                     |                     |                     |                     |                     |                     |                     |                     |                     |                     | 19 542              | 22 273              |

## Видатні люди
В Алжеші народився видатний  португальський художником-модерніст Маріо Елой.